# Hermenegild Peiker
Hermenegild Peiker ist ein Augsburger Kirchen- und Freskenmaler.

## Leben
Peiker erlernte an der Fachhochschule für Gestaltung in Augsburg seinen Beruf. Er war Schüler von Karl Manninger bzw. dessen Mitarbeiter, mit dem er zahlreiche Fresken rekonstruierte.
Er rekonstruierte Decken und Wandmalereien u. a. des Langhauses St. Peter in München, der Münchner Kirche St. Anna und der Hl. Geist Kirche, des Goldenen Saales im Augsburger Rathaus oder beim Wiederaufbau der Münchner Residenz. Unter seinen zahlreichen Aufträgen ragen Arbeiten in Mainz, Schloss Bruchsal und Nymphenburg, Kassel, Stift Stams/Tirol, San Francisco/USA und in Trient hervor. Er rekonstruierte zudem das Deckengemälde Der Winter im Residenzschloss Oettingen. Beim Münchener Asam-Schlössl restaurierte er die Fresken an den Fassaden und im Festsaal. 
Hermenegild Peiker betrachtet sich nicht als Restaurator, aber Originale schafft er auch nicht: So sagt er: „Meine Arbeit betrifft die Rekonstruktion verloren gegangener Werke.“
Die Wiederherstellung des durch Brand zerstörten Deckengemäldes in der Herzogin-Anna-Amalia-Bibliothek in Weimar ist ihm zu verdanken. Das ist insofern von herauszuhebender Bedeutung, da die Herzogin-Anna-Amalia-Bibliothek auf der Liste der Unesco-Denkmale in Weimar steht.